# Paratettix chagosensis
Paratettix chagosensis är en insektsart som beskrevs av Bolívar, I. 1912. Paratettix chagosensis ingår i släktet Paratettix och familjen torngräshoppor. Inga underarter finns listade i Catalogue of Life.